# UNIT.City
UNIT.City — первый на Украине инновационный парк, открытый в 2017 году в Киеве на территории бывшего Киевского мотозавода. По состоянию на 2021 год в парке насчитывается 110 компаний-резидентов. Среди них четыре лаборатории, три бизнес-кампуса, коворкинг, восемь акселераторов и три инвестиционных фонда для поддержки и развития украинских стартапов.
Второй этап развития UNIT.City завершится до 2025 года. Предполагается, что парк будет вмещать 30 000 специалистов и создаст почти три тысячи рабочих мест. Результатом деятельности команды парка должна стать благоприятная экосистема для развития предпринимательства и исследований, которая будет помогать в создании компаний, успешных на глобальном рынке.
Стоимость проекта оценивается более чем в 500 миллионов долларов. Парк входит в холдинговую компанию UFuture.

## История
UNIT.City основан Василием Хмельницким в 2017 году. Проект финансируется холдинговой компанией UFuture Investment Group. Соинвесторами является UDP, KAN Development, ПСГ «Ковальская» и Европейский инвестиционный банк. Первым резидентом инновационного парка стала бесплатная школа программирования UNIT Factory (закрыта в 2020 году). До 2019 года проект развивали руководящие партнёры Максим Бахматов и Макс Яковер.
В октябре 2019 было завершена световая инсталляция «Маяк инноваций». Инсталляция была создана с помощью 60-метрового дымохода. «Маяк инноваций» стал победителем международного конкурса LIT Lighting Design Awards в номинации Light Art Project.
Осенью 2019 года UNIT.City возглавила новая команда топменеджмента в составе управляющего партнёра Константина Евтушенко, партнёра и CFO Кирилла Бондаря и CEO Доминика Пиоте (Dominique Piotet).
1 июля 2020 заключено соглашение с Европейским инвестиционным банком о предоставлении кредита UNIT.City в размере 50 млн евро. 15 июля 2020 UNIT.City объявил о запуске проекта NEST для стартапов. Он объединяет в себе акселератор и инкубатор: место встреч и платформу для привлечения инвестиций, HR-хаб для выхода на международные рынки.
23 марта 2021 UNIT.City в партнёрстве с импортёром BMW на Украине АВТ Бавария создали сервис аренды электромобилей U.GO.
В апреле 2021 запущена операционная система TINU, которая объединяет все автономные сервисы инновационного парка в операционный центр и предоставляет функционал для управления сервисами.
В сентябре 2022 года Виталик Бутерин приехал в Киев и принял участие в Web3-хакатоне, проходившем в UNIT.City.
С момента основания UNIT.City посетили: Виталик Бутерин, Владимир Зеленский, Владимир Спиваковский, Джек Ма, Михаил Фёдоров, робот София, Симонетта Соммаруга, Стив Возняк.

## Деятельность
UNIT.City развивает экосистему для инновационно-технологических компаний. В течение 2016—2019 годов в UNIT.City проведено около 1000 мероприятий.
Основные программы:

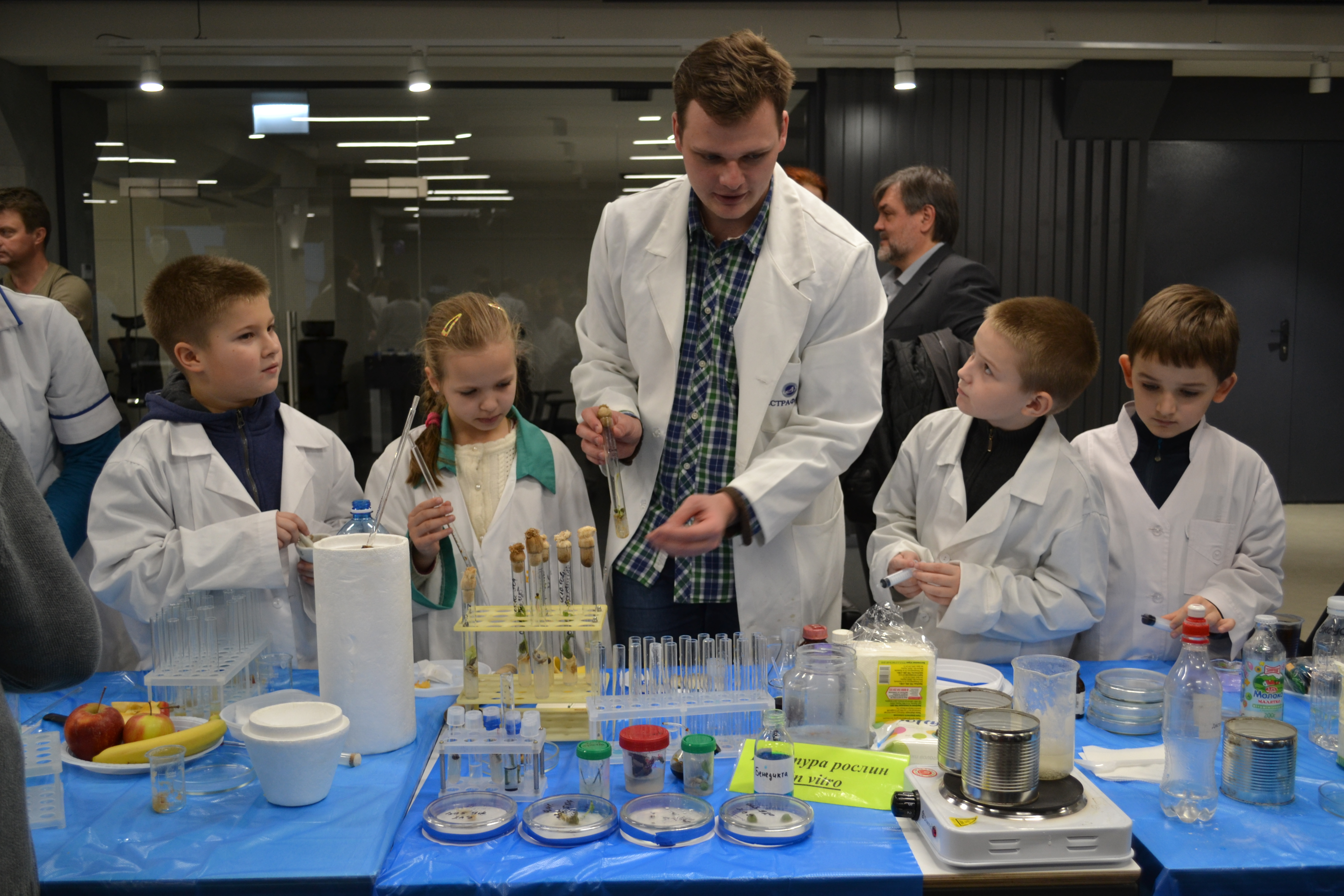
Дни науки в UNIT.City, 2017 год

- UNIT.Perks — предложения от компаний-партнёров UNIT.City со скидками или льготными условиями для резидентов. Среди партнёров: Amazon, Microsoft, Depositphotos, Grammarly[37][38].
- AGRITECH UNIT — грантовая программа по поддержке агротехнологического бизнеса[39].
- NEST — акселератор и инкубатор для продвижения на западные рынки талантливых украинцев, которые имеют собственный качественный продукт. С момента запуска проекту было проведено 4 набора, в которых приняло участие более 40 стартапов.
- INDAX — системная платформа для поддержки и увеличения малого и среднего бизнеса в промышленном секторе[40].
- FabLab Fabricator — одна из крупнейших лабораторий быстрого прототипирования на Украине, принадлежащая к мировой сети The Fab Foundation. В лаборатории имеется необходимое программное и техническое обеспечение, а также инженеры-лекторы, которые обучают технологиям 3D-печати, 3D-сканирования, моделирования, скетчингу, лазерной резки, программирования и робототехнике.[41]
- Sector X — акселерационный хаб, направленный на развитие стартапов — запуски пилотов с клиентами, продажи, привлечения инвестиций, работа на внешних рынках и развитие. В рамках этой платформы для стартапов доступено рабочее пространство UNIT.City, акселерационная программа, корпоративные партнёры, менторы и эксперты, сообщество предпринимателей, иностранные партнёры и инвесторы[42].
- Центр 5G — вместе с Министерством цифровой трансформации, Huawei Украина и Vodafone Украина в UNIT.City создана тестовая площадка, а в дальнейшем — R&D-центр с использованием технологии 5G.
- Sensorama Lab — специализируется на разработке приложений с использованием иммерсивных технологий, 3D-моделировании и создании 360-градусных видео. Занимается проектами в сферах недвижимости, промышленности, образования и культуры. Созданы первые учебные курсы по разработке AR/VR на Украине.

## Компании-резиденты
Среди резидентов парка есть такие компании и организации, как Snap (разработчик приложения Snapchat), Метинвест Digital, Академия ДТЭК, Ukrainian Startup Fund, TechUkraine, Мироновский хлебопродукт, Bolt, Ukrainian Corporate Governance Academy, Delfast, Forbes Ukraine, BBDO Ukraine, NODUS, OneBox.

## Инфраструктура
Площадь территории инновационного парка составляет 25 гектаров. На этой территории расположены: бизнес-кампусы, R&D-центры, конференц-залы, лаборатории VR и AR, производственные мощности для 3D-печати и аддитивного производства, UNIT.Coworking, жилой комплекс UNIT.Home, спортивный хаб ЕБШ.

### UNIT.Home
На территории инновационного парка строят жилые дома для постоянных жителей UNIT.City. Они объединены в ЖК UNIT.Home, площадь которого составляет 11,7 га и туда будут входить 9 кварталов с 2475 квартирами (которые вместят около 4500 человек). Среди инфраструктурных объектов будут доступны: медицинский центр, школа, два детсада и два детских клуба, фитнес-центр с бассейном, прокат вело и электротранспорта, паркинг и т. д..

## Другие города
Во Львове и Харькове инвесторы развивают местные инновационные парки, в 2019 году в Харькове открылась школа программирования и коворкинг UNIT.Factory; во Львове находится в процессе строительства LvivTech.City, с площадью в 1,77 га. Парк расположен в промзоне бывшего завода «Львовприбор».